# Frau-Nauses

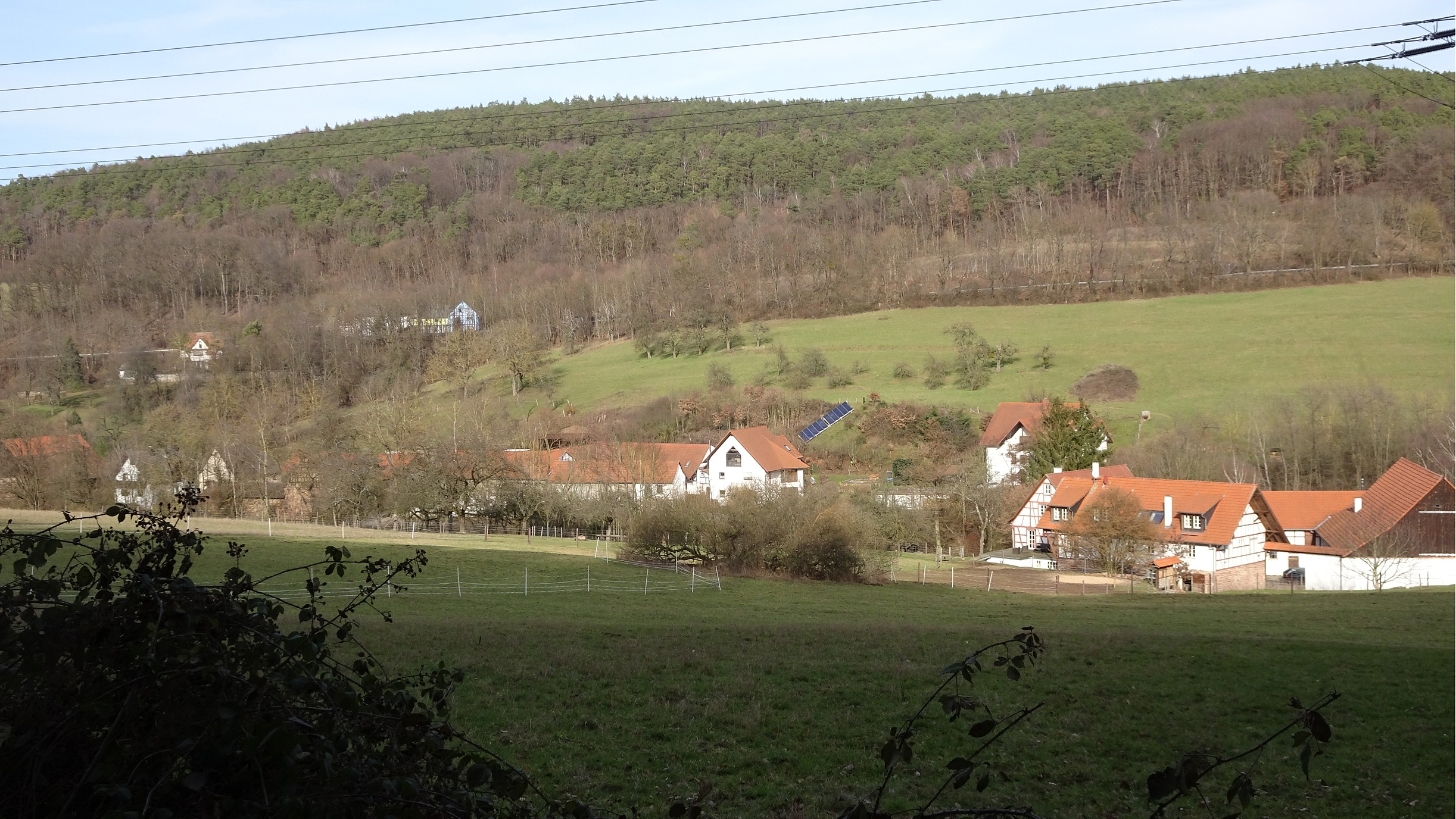
Frau-Nauses und der Burzelberg (2021)

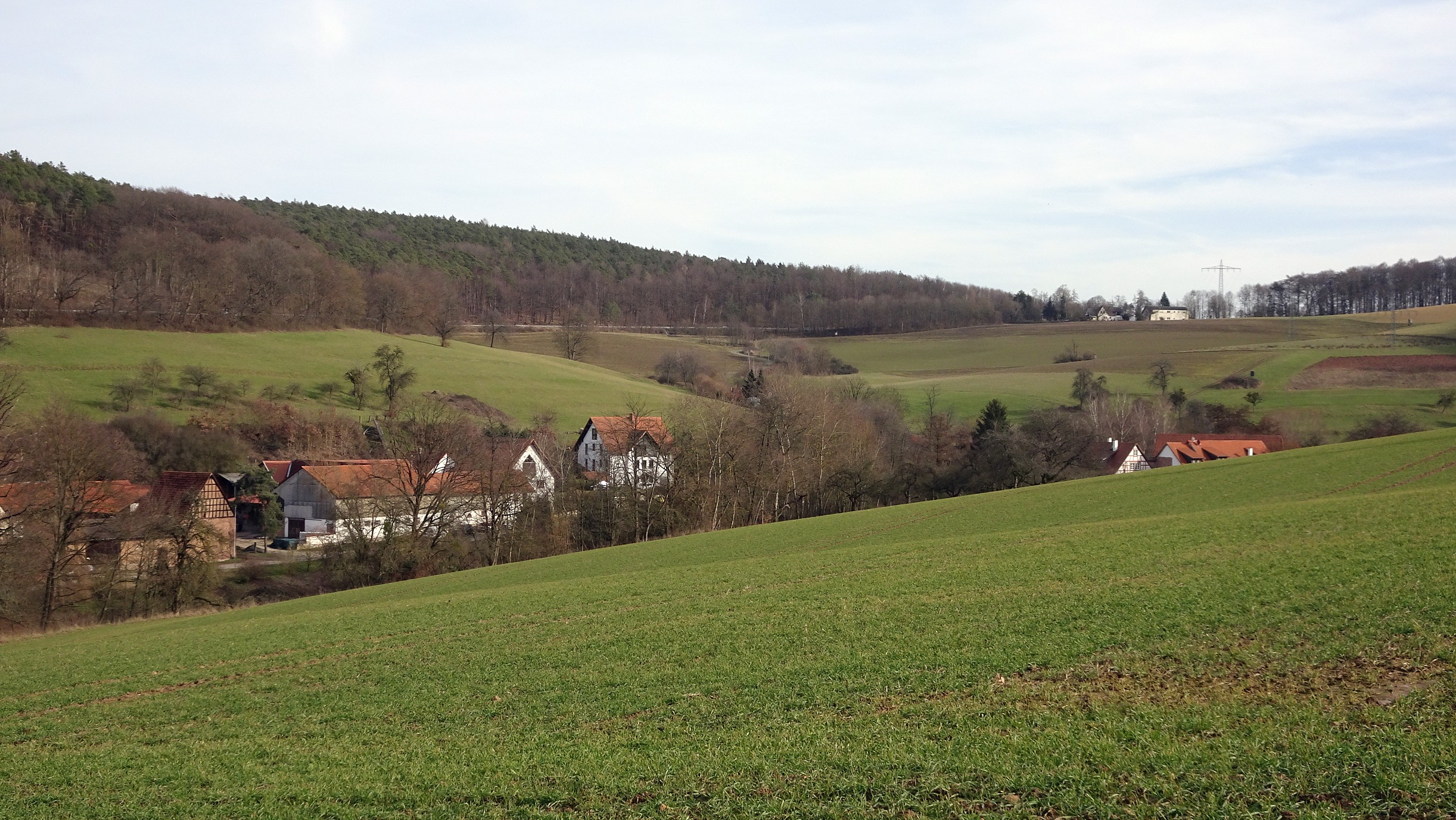
Frau-Nauses und das Rondell (2021)

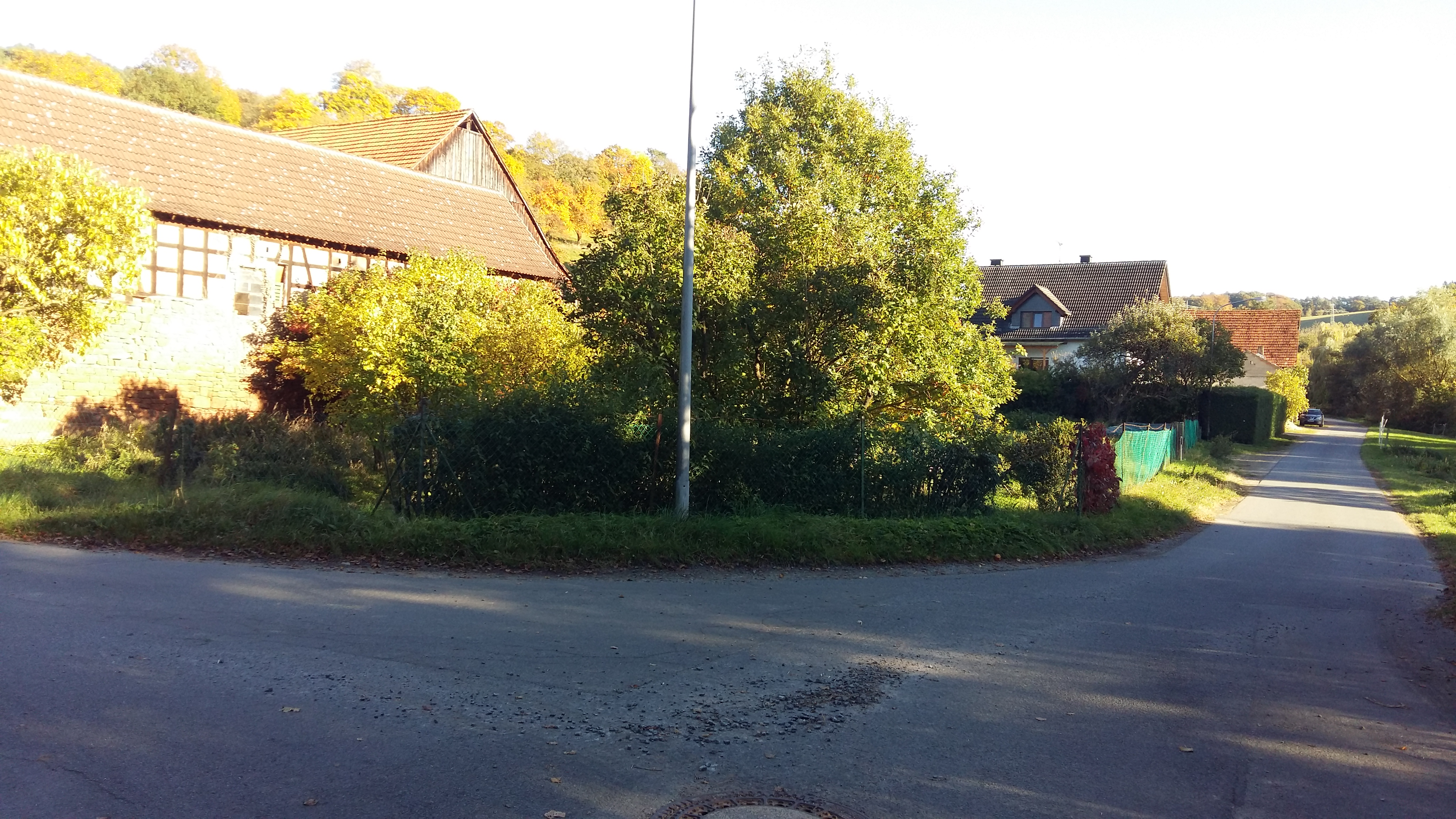
Ortsbild von Frau-Nauses

Die ehemalige Gemeinde Frau-Nauses wurde 1961 in die Nachbargemeinde Wiebelsbach eingegliedert und ist mit dieser zusammen seit 1971 ein Stadtteil von Groß-Umstadt im südhessischen Landkreis Darmstadt-Dieburg. Der Ort besteht aus etwa zehn bebauten Grundstücken, darunter fünf Bauernhöfen. Mit zuletzt 64 gezählten Einwohnern ist Frau-Nauses der bei weitem kleinste Teil von Groß-Umstadt, wird jedoch nach wie vor als eigenständige Gemarkung geführt.

## Geographische Lage
Frau-Nauses liegt 243 Meter hoch im Odenwald im Quellgebiet des Wiebelsbachs, hier auch Pferdsbach genannt, in einer engen Tallage. Der Ortsteil Frau-Nauses umfasst die Gemarkung Frau Nauses.

## Geschichte

### Ortsgeschichte
Steinbeilfunde unter anderem in einem Steinbruch bei Frau-Nauses und "Am Eichkopf" (Frau-Nauses) belegen eine Besiedlung in der Steinzeit vor etwa 7000 Jahren.
Eine erste erhalten gebliebene urkundliche Erwähnung als Nydern-Nauwesse datiert von 1359. 1376 in einer Urkunde des Abt von Fulda als Nusseste bezeichnet. Zu dieser Zeit waren hier die Gans von Otzberg begütert. Als Frauwennusaß wird der Name des Ortes 1454 dokumentiert. Der Namenszusatz „Frauwen-“ leitet sich von der Zugehörigkeit zum Frauenkloster Höchst ab. Im Mittelalter unterstand es in der Rechtsprechung der Zent Höchst. Den großen und kleinen Zehnten erhielt das Kloster Höchst. 1524 gehört der Ort mit der Veste Otzberg zur Kurpfalz. Das Oberamt Otzberg kam 1803 infolge des Reichsdeputationshauptschlusses an Hessen-Darmstadt. Mit dem Tauschvertrag zwischen der Hessen-Darmstadt und dem Herren von Löwenstein-Wertheim vom 5. Februar 1805 kam es zum Amt Habitzheim, das 1806 durch die Rheinbundakte an das Großherzogtums Hessen fiel. Die Niedere Gerichtsbarkeit blieb bis 1822 bei den Herren Löwenstein-Wertheim.
Die Statistisch-topographisch-historische Beschreibung des Großherzogthums Hessen berichtet 1829 über Frauennauses:

„Frauennauses (L. Bez. Breuberg) kathol. und reform. Filialdorf; liegt 1 1⁄2 St. von Breuberg. und gehört dem Fürsten von Löwenstein–Wertheim–Rosenberg. Das Dorf zählt 9 Häuser und 62 Einw., unter diesen sind 56 Kath. 4 Reform. und 2 Lutheraner. Frauennauses gehörte zu dem ehemaligen Nonnenkloster Höchst. Im Jahr 1802 kam es von Pfalz an Hessen und 1805 durch Tausch an Löwenstein und 1806 unter Hess. Hoheit.“

### Verwaltungsgeschichte im Überblick
Die folgende Liste zeigt die Staaten und Verwaltungseinheiten, denen Frau-Nauses angehört(e):
- vor 1390: Heiliges Römisches Reich, Kloster Fulda Zent Umstadt (Kondominat)
- ab 1390: Heiliges Römisches Reich, Kurpfalz (durch Kauf; bis 1427 an Herrschaft Hanau verpfändet), Zent Umstadt
- ab 1524: Heiliges Römisches Reich, Kurpfalz, Oberamt Otzberg(, Zent Höchst)
- ab 1777: Heiliges Römisches Reich, Kurfürstentum Pfalzbayern, Pfalzgrafschaft bei Rhein, Oberamt Otzberg
- ab 1803: Heiliges Römisches Reich, Landgrafschaft Hessen-Darmstadt,[Anm. 2] Oberamt Otzberg
- ab 1805: Heiliges Römisches Reich, Herren von Löwenstein-Wertheim (durch Tausch), Amt Habitzheim
- ab 1806: Großherzogtum Hessen,[Anm. 3] Fürstentum Starkenburg, Fürstentum Starkenburg, Amt Habitzheim (Niedere Gerichtsbarkeit weiter bei Löwenstein-Wertheim)
- ab 1815: Großherzogtum Hessen[Anm. 4], Provinz Starkenburg, Amt Habitzheim (zur Standesherrschaft Löwenstein-Wertheim gehörig)
- ab 1822: Großherzogtum Hessen, Provinz Starkenburg, Landratsbezirk Breuberg[Anm. 5]
- ab 1848: Großherzogtum Hessen, Regierungsbezirk Erbach
- ab 1852: Großherzogtum Hessen, Provinz Starkenburg, Kreis Neustadt
- ab 1871: Deutsches Reich, Großherzogtum Hessen, Provinz Starkenburg, Kreis Neustadt
- ab 1874: Großherzogtum Hessen, Provinz Starkenburg, Kreis Dieburg
- ab 1918: Deutsches Reich (Weimarer Republik), Volksstaat Hessen, Provinz Starkenburg, Kreis Dieburg
- ab 1938: Deutsches Reich, Volksstaat Hessen, Landkreis Dieburg[6][Anm. 6]
- ab 1945: Deutsches Reich, Amerikanische Besatzungszone,[Anm. 7] Groß-Hessen, Regierungsbezirk Darmstadt, Landkreis Dieburg
- ab 1946: Deutsches Reich, Amerikanische Besatzungszone, Land Hessen, Regierungsbezirk Darmstadt, Landkreis Dieburg
- ab 1949: Bundesrepublik Deutschland, Land Hessen, Regierungsbezirk Darmstadt, Landkreis Dieburg
- ab 1961: Bundesrepublik Deutschland, Land Hessen, Regierungsbezirk Darmstadt, Landkreis Dieburg, Gemeinde Wiebelsbach[Anm. 8]
- ab 1972: Bundesrepublik Deutschland, Land Hessen, Regierungsbezirk Darmstadt, Landkreis Dieburg, Stadt Groß-Umstadt[Anm. 9]
- ab 1977: Bundesrepublik Deutschland, Land Hessen, Regierungsbezirk Darmstadt, Landkreis Darmstadt-Dieburg, Stadt Groß-Umstadt

Da Frau-Nauses nicht mehr als einhundert Einwohner zählte, lag nach der Hessischen Gemeindeordnung vom 25. Februar 1952 die Verwaltung bei der Gemeindeversammlung und dem Bürgermeister. Die Gemeindeversammlung bestand aus den wahlberechtigten Bürgern und trat als wesentliches Element der Direkten Demokratie an die Stelle der Gemeindevertretung.

## Einwohnerentwicklung
| • 1633: | 10 Einwohner           |
| • 1829: | 62 Einwohner, 9 Häuser |

| Frau-Nauses: Einwohnerzahlen von 1829 bis 1970 | Frau-Nauses: Einwohnerzahlen von 1829 bis 1970 | Frau-Nauses: Einwohnerzahlen von 1829 bis 1970 | Frau-Nauses: Einwohnerzahlen von 1829 bis 1970 | Frau-Nauses: Einwohnerzahlen von 1829 bis 1970 |
| --- | ---------------------------------------------- | ---------------------------------------------- | ---------------------------------------------- | ---------------------------------------------- |
| Jahr |                                                |                                                |                                                | Einwohner                                      |
| 1829 | 1829                                           |                                                | 62                                             | 62                                             |
| 1834 | 1834                                           |                                                | 64                                             | 64                                             |
| 1840 | 1840                                           |                                                | 55                                             | 55                                             |
| 1846 | 1846                                           |                                                | 46                                             | 46                                             |
| 1852 | 1852                                           |                                                | 55                                             | 55                                             |
| 1858 | 1858                                           |                                                | 61                                             | 61                                             |
| 1864 | 1864                                           |                                                | 48                                             | 48                                             |
| 1871 | 1871                                           |                                                | 84                                             | 84                                             |
| 1875 | 1875                                           |                                                | 44                                             | 44                                             |
| 1885 | 1885                                           |                                                | 49                                             | 49                                             |
| 1895 | 1895                                           |                                                | 53                                             | 53                                             |
| 1905 | 1905                                           |                                                | 59                                             | 59                                             |
| 1910 | 1910                                           |                                                | 50                                             | 50                                             |
| 1925 | 1925                                           |                                                | 45                                             | 45                                             |
| 1939 | 1939                                           |                                                | 37                                             | 37                                             |
| 1946 | 1946                                           |                                                | 62                                             | 62                                             |
| 1950 | 1950                                           |                                                | 61                                             | 61                                             |
| 1956 | 1956                                           |                                                | 65                                             | 65                                             |
| 1970 | 1970                                           |                                                | 64                                             | 64                                             |
| Datenquelle: Historisches Gemeindeverzeichnis für Hessen: Die Bevölkerung der Gemeinden 1834 bis 1967. Wiesbaden: Hessisches Statistisches Landesamt, 1968. Weitere Quellen: |                                                |                                                |                                                |                                                |

## Kultur und Sehenswürdigkeiten
Natur und Schutzgebiete

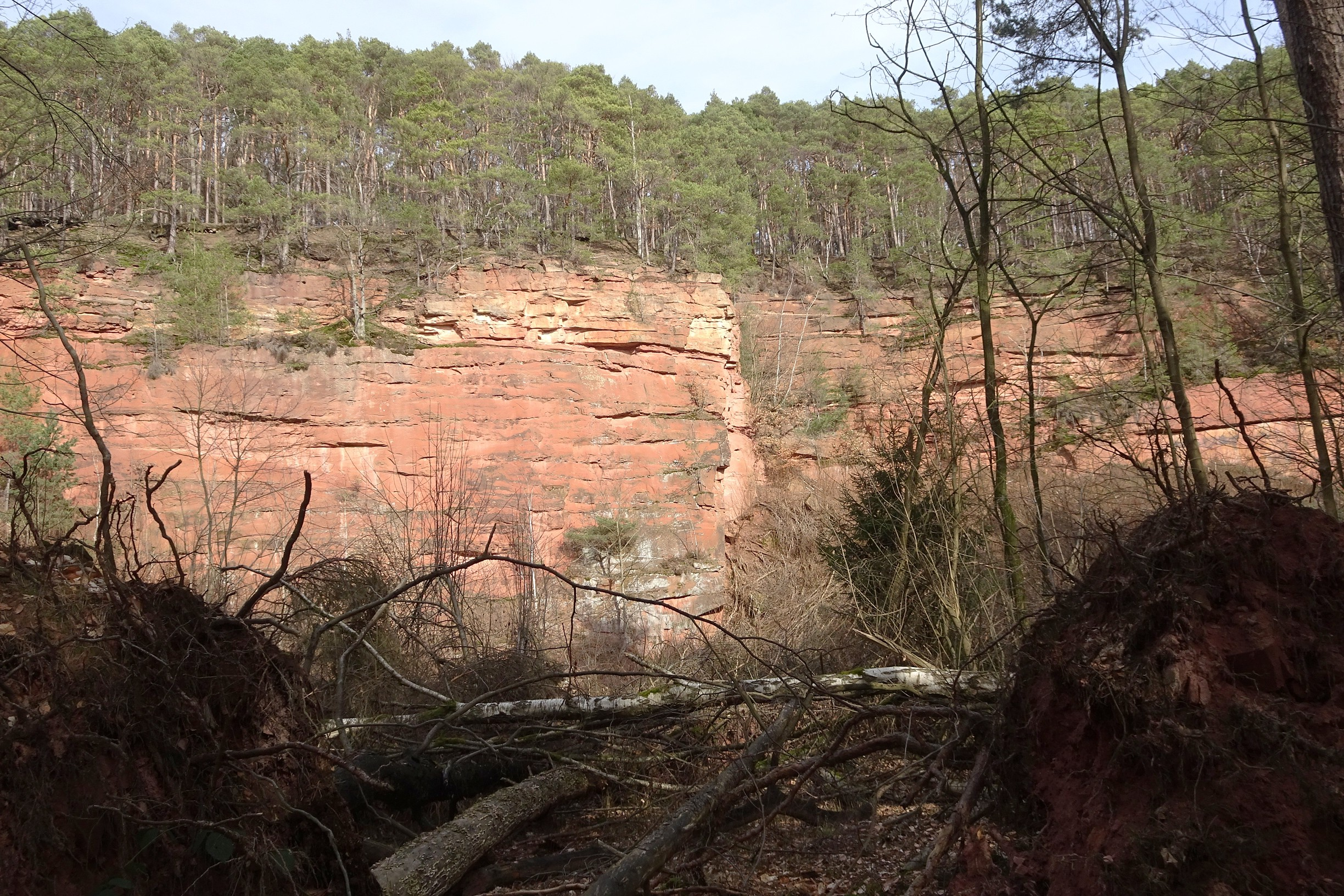
NSG "Sandsteinbrüche am Burzelberg bei Frau-Nauses" (2021)

In der Gemarkung von Frau-Nauses liegt das Naturschutzgebiet Sandsteinbrüche am Burzelberg bei Frau-Nauses. In dem stillgelegten Steinbruchgelände brüten unter anderem Wanderfalke und Uhu. Das Schutzgebiet ist gleichzeitig eine Teilfläche des größeren Natura2000-Gebiets „Felswände des nördlichen Odenwaldes“ (EU-Vogelschutzgebiet 6119-402).

## Verkehr

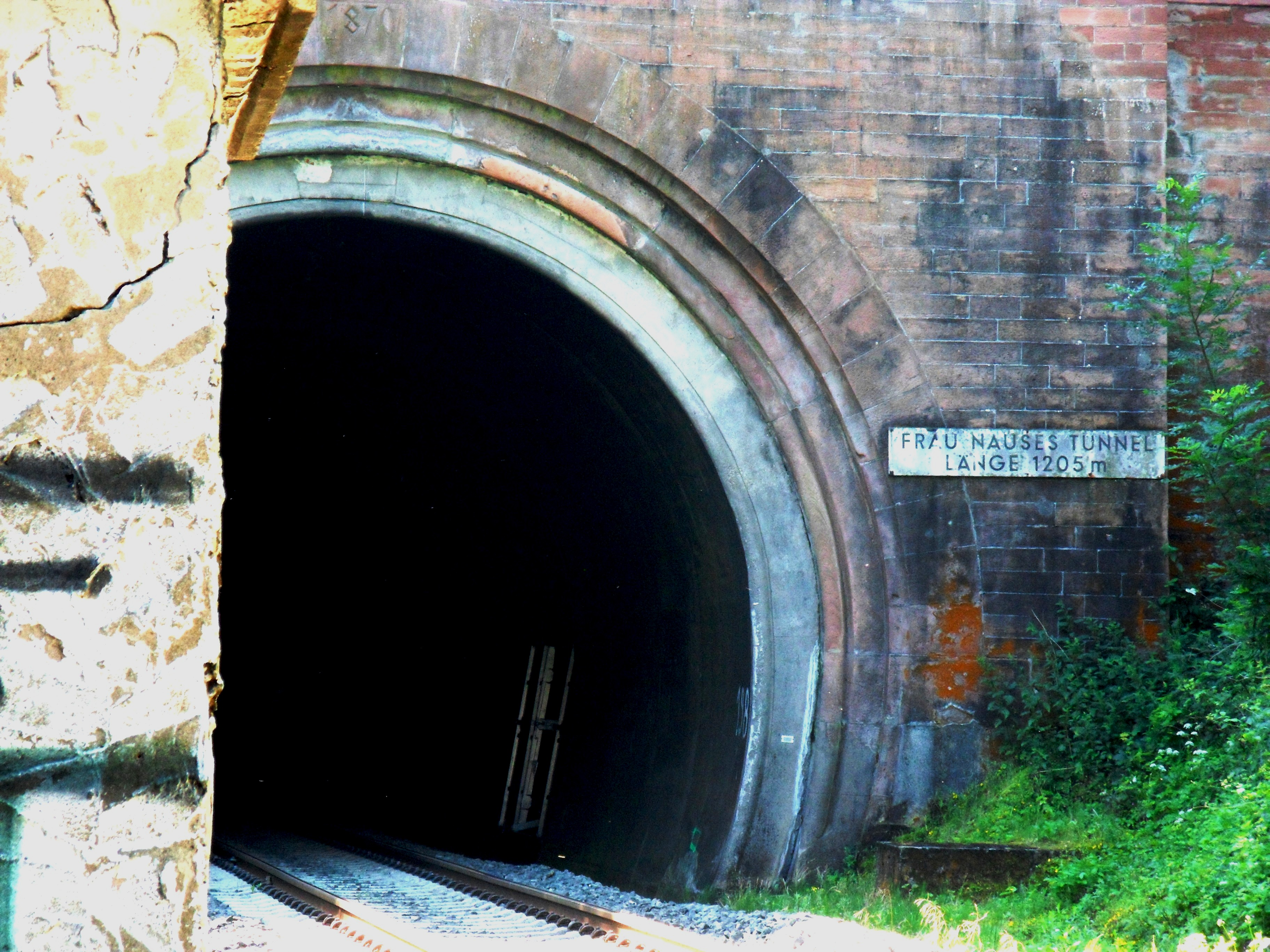
Tunnelportal bei Frau-Nauses

Bei Frau-Nauses bündelt sich der gesamte Schienen- und Straßenverkehr vom hinteren Odenwald in das Rhein-Main-Gebiet. Die Bundesstraße 45 umgeht die Ortslage nördlich in Hanglage, weil sie hier mit einer langgezogenen Steigung zum Rondell den 290 Meter hohen Sattel des Höhenzuges überwinden muss, der das Odenwald-Vorland vom Mümlingtal trennt. Hier verschwindet auch die Odenwaldbahn mit einer in die Talsohle eingeschnittenen Rampe im Nordportal des nach diesem Ort benannten Frau-Nauses-Tunnel.